# Famille Suardi
 (août 2025).
Si vous disposez d'ouvrages ou d'articles de référence ou si vous connaissez des sites web de qualité traitant du thème abordé ici, merci de compléter l'article en donnant les références utiles à sa vérifiabilité et en les liant à la section « Notes et références ».

Armoiries de la famille Suardi.

La famille Suardi est une famille noble du moyen âge italien, alliée des gibelins, originaire de Bergame. Elle s'est maintes fois opposée à la famille guelfe Colleoni.

## Histoire
Guiscardo Suardi (en) est un évêque du XIIIe siècle.
Au XIVe siècle, la famille est alliée aux Visconti de Milan ; Giovanni Suardi épouse même l'une des filles du seigneur Bernabò. 
Le château des Suardi se dresse toujours à Bianzano, sur une colline surplombant les vallées de la Cavallina et du Serio. La tour des Suardi se trouve à Trescore Balneario. La chapelle des Suardi à Trescore Balneario est ornée de fresques du XVIe siècle par Lorenzo Lotto.